# Netzwerk Mittelalter und Renaissance in der Romania
Mittelalter und Renaissance in der Romania, kurz MIRA, ist ein wissenschaftliches Netzwerk. Es wurde 2005 gegründet und soll den fächerübergreifenden Austausch auf dem Gebiet der mittelalterlichen und frühzeitlichen Kultur-, Literatur- und Sprachgeschichte ermöglichen. 
MIRA dient als Forum für den disziplinenübergreifenden Wissenschaftstransfer auf dem Gebiet der mittelalterlichen und frühneuzeitlichen Kultur-, Literatur- und Sprachgeschichte. Insbesondere im Rahmen von eigenständigen Tagungen, Arbeitstreffen oder Sektionen bei größeren Tagungen sowie durch gemeinsame Publikationsprojekte sollen v. a. Romanistinnen und Romanisten mit gleichen Forschungsinteressen interdisziplinäre, Diskussionen führen und die vernachlässigten Themengebiete in Lehre und Forschung bewahrt werden.
Seit 2006 fanden fünf Tagungen (2006 Trier, 2008 Regensburg, 2010 Dresden, 2012 Hamburg, 2023 Berlin), eine Sektion auf dem Romanistentag (Wien 2007) und drei wissenschaftliche Symposien (Hannover 2013; Villa Vigoni 2013 und 2022) statt. Mittlerweile ist ein umfangreiches Handbuch Mittelalter und Renaissance in der Romania erschienen.
Bisher veröffentlichte das Netzwerk vierzehn Bände in der Reihe Schriftenreihe Mittelalter und Renaissance in der Romania (MIRA).
- Band 1: Lidia Becker (Hg.): Aktualität des Mittelalters und der Renaissance in der Romanistik. Akten der Tagung vom 13.-14. Oktober 2006 in Trier, Martin Meidenbauer Verlag, München 2009 ISBN 978-3-89975-141-3
- Band 2: Elmar Eggert, Susanne Gramatzki, Christoph Oliver Mayer (Hg.): Scientia valescit. Zur Institutionalisierung von kulturellem Wissen in romanischem Mittelalter und Früher Neuzeit, Martin Meidenbauer Verlag, München 2009 ISBN 978-3-89975-176-5
- Band 3: Rembert Eufe, Sabine Heinemann (Hg.): Romania urbana. Die Stadt des Mittelalters und der Renaissance und ihre Bedeutung für die romanischen Sprachen und Literaturen, Martin Meidenbauer Verlag, München 2010 ISBN 978-3-89975-216-8
- Band 4: Martin Biersack: Mediterraner Kulturtransfer am Beginn der Neuzeit. Die Rezeption der italienischen Renaissance in Kastilien zur Zeit der Katholischen König, Martin Meidenbauer Verlag, München 2010 ISBN 978-3-89975-196-3
- Band 5: Christoph Oliver Mayer, Alexandra Stanislaw-Kemenah (Hg.): Die Pein der Weisen. Alter(n) in Romanischem Mittelalter und Renaissance. Peter Lang, Berlin 2012, ISBN 978-3-89975-275-5.
- Band 6: Grazia Dolores Folliero Metz, Susanne Gramatzki (Hg.): Michelangelo Buonarroti: Leben und Werk und Wirkung. Michelangelo Buonarroti: Vita, Opere Ricezione, Peter Lang, Berlin 2014, ISBN 978-3-653-04754-7
- Band 7: Antonio Bueno García (Hg.): Revelación y traducción en la Orden de Predicadores, Peter Lang, Berlin 2018; ISBN 978-3-631-75919-6
- Band 8: Antonio Bueno García (Hg.): Antropología y traducción en la Orden de Predicadores, Peter Lang, Berlin 2018, ISBN 978-3-631-75922-6
- Band 9: Antonio Chas Aguión (Hg,): Escritura y reescrituras en el entorno literario del Cancionero de Baena, Peter Lang, Berlin 2018, ISBN 978-3-631-76677-4
- Band 10: Grazia Dolores Folliero Metz, Mariateresa Girardi, Susanne Gramatzki, Christoph Oliver Mayer (Hrsg.): Italian World Heritage. Studi di letteratura e cultura italiana. Studien zur italienischen Kultur und Literatur (1300–1650), Peter Lang, Berlin 2019, ISBN 978-3-631-78150-0.
- Band 11: Gustav Adolf Beckmann: Epischer Renaut alias heiliger Reinoldus im Lichte einer Radiocarbon-Datierung, Peter Lang, Berlin 2019, ISBN 978-3-631-80534-3.
- Band 12: Lidia Becker, Elmar Eggert, Susanne Gramatzki, Christoph Oliver Mayer (Hg.): Handbuch Mittelalter und Renaissance in der Romania, Peter Lang: Berlin 2022, ISBN 978-3-631-66670-8.
- Band 13: Heiner Böhmer (Hg.): Kommunikation, Text und Sprachwandel im romanischen Mittelalter, Peter Lang: Berlin 2022, ISBN 9783631866290.
- Band 14: Miguel Las Heras Calvo: La puntuación en la prosa de Alfonso X. Los manuscritos regios de la General estoria, Peter Lang: Berlin 2023, ISBN 978-3-631-87213-0.